# Schaale - Schildetal mit angrenzenden Wäldern und Feldmark
Schaale - Schildetal mit angrenzenden Wäldern und Feldmark este o arie protejată (arie de protecție specială avifaunistică — SPA) din Germania întinsă pe o suprafață de 5.938 ha, integral pe uscat.

## Localizare
Centrul sitului Schaale - Schildetal mit angrenzenden Wäldern und Feldmark este situat la coordonatele 53°27′47″N 10°57′47″E / 53.4631°N 10.9631°E.

## Înființare
Situl Schaale - Schildetal mit angrenzenden Wäldern und Feldmark a fost declarat arie de protecție specială avifaunistică în aprilie 2008 pentru a proteja 16 specii de animale.

## Biodiversitate
Situată în ecoregiunea continentală, aria protejată nu include niciun habitat protejat.
La baza desemnării sitului se află mai multe specii protejate de  păsări (16): pescăruș albastru (Alcedo atthis), barză albă (Ciconia ciconia ciconia), barză neagră (Ciconia nigra), erete de stuf (Circus aeruginosus), erete cenușiu (Circus pygargus), ciocănitoarea de stejar (Dendrocopos medius), ciocănitoare neagră (Dryocopus martius), muscar (Ficedula parva), Grus grus grus, codalb (Haliaeetus albicilla), capîntortură (Jynx torquilla), sfrâncioc roșiatic (Lanius collurio), ciocârlie de pădure (Lullula arborea), gaia roșie (Milvus milvus), viespar (Pernis apivorus), silvie porumbacă (Sylvia nisoria).